# 于格三世 (賽普勒斯)
賽普勒斯的于格三世（法語：Hugues III de Chypre，約1235年—1284年3月24日），1267年至1284年任賽普勒斯國王、1268年至1284年任耶路撒冷國王。
于格的父親安條克的亨利是安條克親王博希蒙德五世的弟弟，母親伊莎貝爾則是賽普勒斯國王于格一世的女兒。1267年他的表弟于格二世去世，隔年耶路撒冷國王康拉丁亦去世，于格成為賽普勒斯和耶路撒冷國王。

## 家庭
1255年，于格與伊貝林的伊莎貝拉結婚，兩人共有4子2女：
1. 約翰（英语：John I of Cyprus）（1268年—1285年），賽普勒斯國王
2. 亨利（1270年—1324年），賽普勒斯國王
3. 阿馬爾里克（英语：Amalric, Lord of Tyre）（1272年—1310年）
4. 瑪麗（英语：Marie of Lusignan, Queen of Aragon）（1273年—1319年），亞拉岡王后
5. 居伊（英语：Guy, Constable of Cyprus）（約1275年—1303年），于格四世的父親
6. 瑪格麗特（英语：Margaret of Lusignan）（1276年—1296年），亞美尼亞王后